# Bora Öztürk
Bora Öztürk (né le 2 mai 1955 à Istanbul en Turquie et mort d'un cancer le 6 août 1997 dans la même ville) est un joueur et entraîneur de football turc.